# Супутники Гаумеа

Орбіти супутників Гаумеа

Карликова планета Гаумеа має два супутники — Хіїака і Намака (назви походять від божеств гавайської міфології). Супутники виявлені 2005 року під час спостережень Гаумеа в Обсерваторії Кека.
У супутників Гаумеа є деякі незвичайні властивості. Вважається, що вони є частиною сім'я Гаумеа (сімейство транснептунових об'єктів), яке сформувалося мільярди років тому з крижаних уламків після того, як велике зіткнення зруйнувало крижану мантію Гаумеа.
На поверхні Хіїаки, найбільшого і найвіддаленішого супутника, виявлено велику кількість чистого водяного льоду — особливість, яка зустрічається дуже рідко у поясі Койпера.
У Намаки, що приблизно в десять разів менший за розмірами, орбіта з незвичайно динамікою: вона має незвичайний ексцентриситет і, ймовірно, знаходиться під великим впливом іншого супутника.

## Відкриття та найменування
Супутники навколо Гаумеа виявлені 2005 року командою Каліфорнійського технологічного інституту (тоді американська команда неофіційно називала Гаумеа K40506A і вживала прізвисько «Санта») за допомогою спостережень в Обсерваторії імені Кека на острові Гаваї.
Далекий і більший із цих двох супутників виявили 26 січня 2005 року і після 29 липня 2005 року (коли Гаумеа отримала попереднє найменування 2003 EL61) був офіційно названий S/2005 (2003 EL61) 1 (команда Калтеху називала його «Рудольф»). Менший і ближчий супутник Гаумеа виявили 30 червня 2005 року, а після 29 липня 2005 року офіційно позначено S/2005 (2003 EL61) 2 (прізвисько «Бліцен»).
7 вересня 2006 року обидва супутники визнано і пронумеровано в офіційному каталозі малих планет як (136108) 2003 EL61 I і II відповідно.
Міжнародний астрономічний союз 17 вересня 2008 року оголосив імена цих супутників, разом із назвою 2003 EL61: (136108) Гаумеа I Хіїака і (136108) Гаумеа II Намака.
Кожен супутник названий іменем доньки Гаумеа, гавайської богині достатку і дітородіння. Хіїака — богиня танцю і патронеса Великого острова Гаваїв, на якому розташований комплекс обсерваторій Мауна-Кеа. Намака — богиня води і моря; вона охолодила лаву своєї сестри Пеле, яка текла в море, перетворивши її на новий острів. За легендою, багато дітей Гаумеа виникли з різних частин її тіла.
Карликова планета Гаумеа, ймовірно, майже повністю кам'яна, з поверхневим шаром криги. Припускають, що більшість вихідної крижаної мантії відірвано під час зіткнення, що спричинило поточну високу швидкість обертання Гаумеа, а з вибитого матеріалу сформувались маленькі об'єкти сімейства Гаумеа в поясі Койпера. Ймовірна наявність великої кількості інших супутників, менших, ніж Намака, але не виявлених за поточного рівня технічного оснащення.

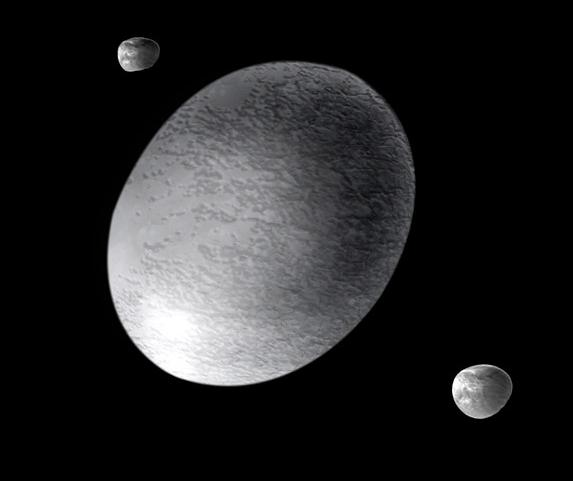
Супутники Гаумеа

## Характеристики
Хіїака — діаметром близько 320 км, більший і яскравіший із двох супутників. Орбіта Хіїаки майже колова з періодом обертання 49 днів.
Розмір обох супутників розрахований виходячи з припущення, що їхнє альбедо таке саме, як і у Гаумеа. Альбедо карликової планети виміряно космічним телескопом «Спітцер», але у супутників його не можна виміряти безпосередньо, оскільки вони дуже маленькі і близькі до Гаумеа, щоб спостерігати їх окремо.
Намака — має діаметр приблизно 170 км. Маса складає десяту частину маси Хіїакі. Орбіта еліптична з періодом обертання навколо Гаумеа 18 діб. Нахил 13° (2008 рік) від більшого супутника, який значно впливає на орбіту.
Оскільки зіткнення, яке створило супутники Гаумеа, як припускають, відбулося в ранній історії Сонячної системи, за наступні мільярди років орбіта поступово стане більш круглою. Поточні дослідження наводять на думку, що орбіта Намаки збурена орбітальним резонансом із масивнішою Хіїакою.
Обидва супутники поступово віддаляються від Гаумеа на своїх орбітах через припливне прискорення. Супутники, можливо, входили і потім виходили з орбітального резонансу кілька разів; нині вони перебувають або принаймні близькі до резонансу 8:3. Цей резонанс інтенсивно впливає на орбіту Намаки, у якої поточна прецесія складає ~ 20°.
Супутники Гаумеа занадто тьмяні, щоб їх можна було спостерігати у телескопи з апертурою менше двох метрів, хоча у самої Гаумеа зоряна величина 17,5 m, що робить її третім за яскравістю об'єктом пояса Койпера після Плутона і Макемаке, і легко помітною у великий аматорський телескоп.
2008 року орбіти супутників Гаумеа спостерігалися з Землі майже точно в позиції, коли вони потенційно проходять Гаумеа. Спостереження за такими проходженнями надало точну інформацію про розмір і форму Гаумеа і його супутників, як це відбулось у кінці 1980-х із Плутоном і Хароном. Для виявлення крихітних змін яскравості системи під час цих проходжень потрібен принаймні професійний телескоп середньої апертури. Хіїака останній раз проходила Гаумеа 1999 року, за кілька років до відкриття, наступне проходження має відбутися приблизно через 130 років. Однак у ситуації, унікальній для регулярних супутників, велике закручування орбіти Намаки збереже кут розгляду транзитів Намаки — Гаумеа протягом кількох років.
| Назва     | Назва  | Середній діаметр, км | Масса, 1021 кг         | Велика піввісь, км | Період обертання, діб | Ексцентриситет | Нахил               | Дата відкриття |
| --------- | ------ | -------------------- | ---------------------- | ------------------ | --------------------- | -------------- | ------------------- | -------------- |
| Гаумеа I  | Хіїака | ≈310                 | ≈0,02 (0,5 % Гаумеа)   | 49 880 ± 198       | 49,462 ± 0,083        | 0,050 ± 0,003  | 234,8 ± 0,3°        | Січень 2005    |
| Гаумеа II | Намака | ≈170 ?               | ≈0,002 (0,05 % Гаумеа) | 25 657 ± 91        | 18,2783 ± 0,0076      | 0,23           | 13° відносно Хіїаки | Червень 2005   |